# B36托爾斯港
B36托爾斯港（意为“(成立于)1936(年的)(足)球俱乐部”，简称“B36”），是一个位于法罗群岛首府托尔斯港的半职业足球俱乐部，参加最高级别的法羅群島足球超級聯賽中的比赛。球队的主场为贡达达勒体育场。
现今B36托爾斯港是法罗群岛最成功的足球俱乐部之一，共赢过11次法羅群島足球超級聯賽，6次法羅群島盃，及一次法羅群島超級盃。该俱乐部也有一支女子足球队。

## 球队荣誉
- 法羅群島足球超級聯賽：11次
  - 1946, 1948, 1950, 1959, 1962, 1997, 2001, 2005, 2011, 2014, 2015
- 法羅群島盃：6次
  - 1965, 1991, 2001, 2003, 2006, 2008。 9次获得亚军。
- 法羅群島超級盃：1次
  - 2007
- 法罗群岛足球甲级联赛：1次
  - 1985

球队在 2006/07 赛季欧洲冠军联赛第二轮资格赛中两回合 5-2 击败了马耳他球会比尔基尔卡拉，在第三轮资格赛中被土耳其豪门费内巴切以主客场 4-0 和 5-0 所淘汰。